# Fronołów (przystanek kolejowy)
Fronołów – przystanek na linii kolejowej Siedlce – Czeremcha położony we wsi Mierzwice-Kolonia, w województwie mazowieckim, w Polsce.

## Ruch pasażerski
| Rok  | Wymiana pasażerska na dobę |
| ---- | -------------------------- |
| 2017 | 20-49                      |
| 2022 | 20-49                      |

## Nazwa
Nazwa Fronołów jest rzekomo wywodzona od nazwiska rosyjskiego inżyniera Fronołowa, który miał projektować stalowy most kolejowy w tym miejscu, jednakże jest to informacja nieprawdziwa. Projektantem mostu był Ławr Proskurjakow. Nazwa Fronołów pochodzi prawdopodobnie od zniekształconej nazwy leżącej nieopodal miejscowości Franopol.

## Połączenia
- Białystok
- Czeremcha
- Hajnówka
- Siedlce
- Warszawa Wschodnia